# アドバンテージ (バンド)
アドバンテージ（The Advantage）は、アメリカ・サクラメント出身のロックバンド。1998年結成。ニンテンドーコアのジャンルの楽曲を手掛ける。
往年のゲーム機Nintendo Entertainment System（日本のファミリーコンピュータに相当）用のゲームソフトとして発売されたロックマンシリーズ、悪魔城ドラキュラ、ダブルドラゴンなどをロック風にカバーしている。2006年9月には日本ツアーも行われた。ドラムのスペンサー・セイムはマスロックバンドHellaのメンバーでもあり、そこではギターを担当している。

## ディスコグラフィ
- The Advantage (2004年4月6日) 5 Rue Christine Records
- 2004 West Coast Tour CD (2004年2月) Self Released
- 2004 US Tour CD (2004年11月) Self Released
- Elf Titled (2006年1月24日) 5 Rue Christine Records
- "Underwear: So Big!" 2006 Tour CD-R (2006年8月) Self Released